# Коронель, Мауро
Мауро Алексис Коронель Гомес (исп. Mauro Alexis Coronel Gómez; род. 25 мая 2008 года в Асунсьоне, Парагвай) — парагвайский футболист, защитник клуба «Насьональ».

## Клубная карьера
Мауро является воспитанником клуба «Насьональ». 30 мая 2025 года он дебютировал за родной клуб в матче парагвайской Апертуры против «Хенераль Кабальеро»: защитник появился на поле на 3-й минуте добавленной минуте второго тайма, заменив Ричарда Прието.

## Международная карьера
Мауро был частью юношеской сборной Парагвая (до 15 лет), ставшей победителем чемпионата Южной Америки в 2024 году. На этом турнире он провёл 2 матча: игру группового этапа против Колумбии и полуфинал с Аргентиной. В 2025 году защитник выступал за юношескую сборную Парагвая (до 17 лет) и в её составе также принимал участие на чемпионате Южной Америки, отыграв там 6 встреч.

## Достижения
Сборная Парагвая (до 15 лет)
- Чемпион Южной Америки (до 15 лет) (1): 2024